# ویلگارتسویزن
ویلگارتسویزن (به آلمانی: Wilgartswiesen) یک شهر در آلمان است که در زودوستپفالتس واقع شده‌است. ویلگارتسویزن ۱٬۱۲۳ نفر جمعیت دارد.